# NGC 100
Az NGC 100 egy spirálgalaxis a Pisces (Halak) csillagképben.

## Felfedezése
Az NGC 100 galaxist Lewis A. Swift fedezte fel 1885. november 10-én.

## Tudományos adatok
A galaxis 841 km/s sebességgel távolodik tőlünk.